# Ken Casey
Pour les articles homonymes, voir Casey.
Ken Casey est le bassiste et chanteur du groupe de punk celtique Dropkick Murphys originaire de Boston. D'origine irlandaise, Casey est l'un des membres fondateurs de Dropkick Murphys en 1996 et le principal parolier. Il est le seul membre original du groupe restant avec Matt Kelly. Personnalité de la scène punk américaine et figure reconnaissable dans son état natal le Massachusetts, notamment grâce à ses nombreuses œuvres de charité, Ken Casey est aussi un homme d'affaires, manager de boxe, gérant de différents bars et restaurants du même état.

## Biographie

### Début
Élevé dans les quartiers sud de Boston, plus précisément à Dorchester, Casey grandit dans un quartier typique d'ouvrier du Massachusetts. À cette époque le voisinage est presque en partie d'origine irlandaise, Boston étant l'une des villes qui accueillent le plus d'immigrants irlandais lors du XIXe siècle. Son père, Ken Casey Sr., meurt alors que Ken Casey est très jeune, il fut élevé par sa mère et ses grands-parents, et notamment John Kelly, dont il s’inspira plus tard pour écrire la chanson Boys on the Dock.
À l'adolescence il rencontre Mike McColgan, ils deviendront très vite amis et créeront dans leur vingtaine le groupe Dropkick Murphys, mélangeant leur amour de la musique traditionnelle irlandaise dans lequel ils ont tous deux baignés et la musique punk qu'ils affectionnent.

### Dropkick Murphys
Ken Casey crée le groupe Dropkick Murphys en 1996, il n'a alors que 3 semaines de pratique à la basse. Casey, alors ouvrier du bâtiment, n'avait même pas sa propre maison et vivait chez son beau-père avec sa femme et sa fille. En 2012, après sept albums studio, Casey et le groupe se sont imposés comme une référence sur la scène bostonienne et dans le monde du sport américain.
Récemment, il a rouvert le  mythique McGreevys Pub. Il serait le tout premier bar de sport aux États-Unis.
Début 2009, Ken Casey crée The Claddagh Fund, une organisation à but non lucratif. Claddagh Fund s'implique notamment dans la récolte de fond pour la recherche du cancer, l'organisation d'événements sportifs pour enfants, pour l'aide aux vétérans de guerre et aux organisations d'alcooliques anonymes et  pour financer des cures de désintoxication dans la région de Boston. Parmi les différentes personnes connues aidant l'organisation on retrouve plusieurs anciens ou actuels joueurs des Bruins de Boston tel que Milan Lucic, Shawn Thornton, Bobby Orr, Don Sweeney mais aussi le combattant de MMA Kenny Florian ou encore l'acteur Kevin Chapman.
En 2012, Ken Casey annonce qu'il managera le boxeur Poids super-légers natif du Massachusetts Danny O'Connor afin de remettre la boxe au goût du jour à Boston.

## Discographie

### Studio Albums
| Année | Artiste/Groupe   | Album                             | Contribution  |
| ----- | ---------------- | --------------------------------- | ------------- |
| 1997  | Dropkick Murphys | Boys on the Docks                 | Chant / basse |
| 1998  | Dropkick Murphys | Do or Die                         | Chant / basse |
| 1999  | Dropkick Murphys | The Gang's All Here               | Chant / basse |
| 2001  | Dropkick Murphys | Sing Loud, Sing Proud             | Chant / basse |
| 2003  | Dropkick Murphys | Blackout                          | Chant / basse |
| 2005  | Dropkick Murphys | The Warrior's Code                | Chant / basse |
| 2007  | Dropkick Murphys | The Meanest Of Times              | Chant / basse |
| 2011  | Dropkick Murphys | Going Out in Style                | Chant / basse |
| 2013  | Dropkick Murphys | Signed and Sealed in Blood        | Chant / basse |
| 2017  | Dropkick Murphis | 11 Short Stories of Pain & Glory  | Chant         |
| 2022  | Dropkick Murphys | This Machine Still Kills Fascists | Chant         |

### Collaborations
| Année | Artiste/Groupe | Album      | Titres   | Contribution |
| ----- | -------------- | ---------- | -------- | ------------ |
| 2001  | Street Dogs    | Savin Hill | Stand Up | chant        |